# 1634: Повстання барана
«1634: Повстання барана» (англ. 1634: The Ram Rebellion) — сьома опублікована робота в серії книг альтернативної історії «1632» і третя праця, яка визначає те, що найкраще вважати «основною сюжетною лінією або ниткою» історичного альтернативного фокусу, який слабо організований і класифіковані географічно. Початкова головна нитка називається «західною та північно-центральною європейською ниткою» (охоплює північну та західну Німеччину, Данію, Англію, Францію, низинні країни, Швецію та Балтію); друга сюжетна лінія, що охоплює події в Італії, Іспанії, середземноморському регіоні та Франції, «південноєвропейська нитка», і цю книгу можна вважати початковим романом «південно-центральної/південно-східної нитки», дія якої відбувається в Південній Німеччині, Австрії, Баварії та Богемії. Ця географічно організована сюжетна нитка фактично почалася в «Вогняному кільці» в романі Флінта «Гамбіт Валленштейна», дія якого розгортається в Богемії, Австрії та Німеччині, що пов'язано з історіями в різних Grantville Gazettes.

## Контент
Книгу важко класифікувати, оскільки вона є дивною, як визнав творець серії Ерік Флінт у передмові; фактично антологія з кількома довшими повістями, що містять, здавалося б, не пов'язані короткі історії під (на деякий час прихованою) загальною сюжетною лінією, яка завершується коротким романом, який нарешті об'єднує весь, здавалося б, непов'язаний і різнорідний вміст разом у другій частині книги.
На відміну від більшості творів із серії «1632», більша частина цієї книги написана з точки зору звичайних людей «на вулиці», включаючи німців, які намагаються впоратися з Ґрантвілем, людей із Західної Вірджинії, які намагаються впоратися зі своїм новим світом навколо Ґрантвіля, і обидві групи намагаються розв'язати проблеми двох дуже різних культур, які зустрічаються в нових Сполучених Штатах Європи. Ця динаміка злиття є тим сюжетом, який Флінт вважав за потрібне включити в оточення, хоча дія відбувається в 1631—1632 роках. Їхній вплив поширюється на всю книгу і в 1634 році, а також через політичні кордони та бойові лінії, оскільки історичні імперативи, розроблені в цій книзі, поширюються на пряме продовження «1634: Баварська криза».

## Короткий зміст сюжету
Книга охоплює місцеві події та кілька пов'язаних з ними дипломатичних дискусій від кількох днів після «Вогняного кільця» (травень-червень 1631 року) до жовтня восени 1634 року, що робить її найбільшою за обсягом, хоча й вузько сфокусованою, з усіх чотирьох книг. Коротка новела, що завершує твір, починається наприкінці серпня 1633 року і перегукується з багатьма короткими творами, що містяться в книзі раніше. Дві з трьох інших книг, події яких відбуваються 1634 року, посилаються на події, описані у творі (зазвичай як «смута у Франконії»), визначаючи його канонічне місце у «великій» неоісторичній міжнародній політиці, висвітленій у двох інших творах.

### «Рецепти революції»
Дві історії Ларкіна «Пташки» Ньюгауза та дві віньєтки Флінта розпочинають книгу «Повстання барана», події якої відбуваються протягом кількох тижнів одразу після «Вогняного кільця». В оповіданнях Флінта, які переплітаються з оповіданнями Пташки, Майк Стернс повертається до школи під опікою Мелісси Мейлі. У Стернса є проблема: він повинен розібратися з можливими ускладненнями з боку місцевого населення, оскільки події відбуваються через кілька днів після того, як його обрали головою Комітету з надзвичайних ситуацій. В результаті Мейлі дає Стернзу кілька дуже товстих книг з історії Європи тієї епохи.
Фермер Берді Ньюхаус має нагальну проблему: більша частина орних земель його ферми знаходиться за 300 років від нього на іншому континенті. Історії Ґорґа Хаффа та Паули Ґудлетт досліджують чужі земельні практики та право власності в Німеччині, що перебуває у стані економічної кризи, коли Берді намагається отримати додаткові землі. Продажі землі відбуваються рідко; що ще гірше, юристи контролюють ситуацію, і існує три основні рівні зацікавленості: фактичні власники, змінна кількість інших претендентів та орендарі. Орендарі мають певні права та обов'язки, що виходять за рамки грошової орендної плати, тоді як договори оренди, як правило, укладаються на менше з трьох поколінь або на 99 років. Між власником і орендарями зазвичай укладається грошова угода, яка передбачає виплату орендної плати будь-якій кількості претендентів — залежно від фінансових можливостей сім'ї землевласника. Усі орендарі певною мірою мають право голосу в управлінні фермою, так само як і мешканці фермерських сіл, які також мають право не схвалювати або приймати нових співвласників, оскільки земля обробляється кооперативно з іншим набором зобов'язань і прав. Берді не може просто піти і купити шматок землі, він повинен купити його у трьох різних і різноманітних груп людей… і змусити їх усіх погодитися на умови. Як зазначається в історії, Німеччина сімнадцятого століття була раєм для юристів.

### «Увійди в барана»
Фло Річардс — дружина фермера з чотирма дорослими дітьми, яка купила невелику отару овець мериносової породи Делейн типу С і кілька ангорських кроликів ще до «Вогняного кільця» з надією, що зможе частіше бачитися зі своєю молодшою донькою Джен, коли та закінчить навчання за містом. «Вогняного кільця» залишило Джен у теперішньому часі, в якому Фло переживає цю втрату, зосередившись на своїй домашній худобі. З нею та її чоловіком Джей-Ді живуть місцеві німці, які стали їхніми партнерами, оскільки сільське господарство стало більш трудомістким. Нарікання Фло на низьку якість вовни місцевого барана (якого з цієї причини стали називати Брілло) зачепили когось за живе, і згодом у місцевій газеті почали з'являтися «байки про Брілло», в яких розповідалося про те, як титулований баран втік із загону і заважав її програмі з розведення мериносів. Слава про барана поширюється через Ґрантвіль на всю Німеччину. Жіноча ліга виборців використовує голову барана як свою емблему, школярі співають пісні про Брілло і навіть ставлять балет.

### «Біда у Франконії»
На прикладі майбутнього Ґрантвіля селянське повстання стає революційним рухом у роздробленій Священній Римській імперії на південь і схід від Тюрінгії, тоді як макіавеллівські маневри в неоісторичних урядах і різних польових арміях тепер танцюють, щоб протистояти тим, хто націлений на американський «новий центр землі». Продовжувачі часу з оригінального простору-часу США хочуть, щоб кріпаки досягли успіху та звільнилися, але також знають, яким кровопролиттям стала Французька революція, і різні люди допомагають одним і запобігають іншим. Уникнення цього шляху зажадає різноманітних ресурсів і зусиль, і американці, починаючи з працездатності та простою, діятимуть рішуче, щоб пом'якшити проблеми, дипломатією, щоб запобігти війнам, які очолюють авторитарні режими, яким загрожують нові американські ідеали, і вміння розуміти, коли не варто боротися, а краще запропонувати привабливу морквину.

### «Повстання барана»
У Франконії шкільний учитель Константін Аблейдінгер читав «Здоровий глузд» Томаса Пейна. Йому також цікаві історії Брілло. Фермери у Франконії (і Тюрінгії, якщо на те пішло) мають історію незгоди щодо кріпосного права, і Майк Стернз сподівається внести деякі фундаментальні зміни в спосіб управління Франконією в результаті свого роду повстання фермерів. Він забув включити це до брифінгу, наданого державним службовцям, посланим керувати Франконією, хоча ці люди, Джонні Ф. і Ноель Мерфі, серед інших, мають вплив на «Повстання барана» шкільного вчителя.

## Літературне значення та відгуки
Дана Бланкенхорн із ZDNET назвала книгу «свого роду романом з відкритим кодом», щоб описати, як Ерік Флінт запрошував інших авторів додавати історії до цієї книги, у якій вони розширюють франшизу. Інший рецензент написав, що «книга загрузла в деталях. У ній просто забагато інформації».
«1634: Повстання барана» було внесено до списку бестселерів журналу Locus у твердій обкладинці два місяці поспіль протягом 2006 року, посів 2 місце.